# Monodi
Monodi, från grekiskans monodos, en som sjunger ensam, musikterm.
1. Ursprungligen avsåg monodi enstämmig musik utan harmoniskt underlag. Denna typ av musik användes främst under forntiden, i medeltidens gregorianska sång och i folkvisor.
2. Vid slutet på 1500-talet i Florens, Italien, fick monodi den nya, och idag vanligaste, betydelsen. Med monodi avsågs en uttrycksfull solosång till ackordiskt ackompanjemang av generalbas.
Den nya innebörden av monodi kom till stor del att prägla barockmusiken, framför allt inom oratorium, opera och kantat.